# Esther Hermitte
Esther Hermitte  (1921-1990) est la première ethnologue de nationalité argentine.
Pendant dix-huit mois entre 1959 et 1961, elle mène un travail de terrain à Pinola dans le Chiapas, en tant que chercheuse de l'université de Chicago. Elle y recueille des notes à travers l'observation participante. À partir de ces carnets, elle rédige et soutient sa thèse qui contribue à redéfinir la compréhension scientifique de la figure du nahual dans les cultures mésoaméricaines.
Esther Hermitte, grâce à son éducation à Chicago, contribue grandement à importer le fonctionnalisme structurel (en) dans la recherche anthropologique en Amérique du Sud après son retour en Argentine en 1965,. Ses apports les plus reconnus dans son domaine de spécialité ont trait à la méthode ethnographique et à l'analyse politique des sociétés autochtones latino-américaines.
Elle écrit dans ses notes de 1961 :
« Mis sensaciones son mezcladas. (…) volver al trabajo de campo, es, de alguna manera volver a casa… al sitio cubierto cafetos, al río perezoso que se arrastra sin prisa y sin pausa en el fondo del jardín… a los compadres… a la música de marimba… a la brujería y a ese mundo mágico que penetra las actividades, los pensamientos y las relaciones de mis Tzeltales pinoltecos. »
« Mes sensations sont mitigées (...) retourner au travail de terrain, c'est en quelque sorte retourner à la maison... à l'endroit couvert de caféiers, à la rivière paresseuse qui s'écoule lentement mais sûrement au fond du jardin... aux compadres... à la musique de marimba... à la sorcellerie et à ce monde magique qui imprègne les activités, les pensées et les relations de mes Tzeltals de Pinola. »